# 北新特拉
北新特拉是巴西马托格罗索州的一个市镇。总面积2302.332平方公里，总人口14424人，人口密度6.3人/平方公里。